# Блестящий древесный уж
Блестящий древесный уж, или расписной дендреляфис (лат. Dendrelaphis pictus) — вид змей семейства ужеобразных, обитающий в Юго-Восточной Азии.

## Описание
Общая длина достигает 1,5 метра. Голова и туловище довольно стройные. Верхняя сторона туловища окрашена в светло-коричневый или бледно-жёлтый цвет. Чешуя на боках имеет неяркие чёрные окантовки. По бокам головы от кончика морды через глаз и далее по всему туловищу до кончика хвоста тянется чёрная полоса. В передней, самой широкой трети этой полосы присутствуют точки зеленоватого или бирюзового оттенка, расположенные вертикальными рядами. Ближе к хвосту она сужается и превращается в тонкую линию. Под ней располагается светлая полоса, идущая до конца туловища, которая в свою очередь подчёркивается нижележащей чёрной полоской, начинающейся сразу позади шеи. Этот контрастный продольный рисунок не распространяется на хвост.

## Образ жизни
Встречается у поселений человека: в парках и вторичных лесах. Населяет также первичные дождевые леса, как равнинные, так в горных местностях. Практически всю жизнь проводит на деревьях. Активен днём. Достаточно подвижная и быстрая змея. Питается лягушками, ящерицами, мелкими млекопитающими, другими змеями.

## Размножение
Это яйцекладущая змея. Самка откладывает от 5 до 8 яиц.

## Распространение
Обитает в Юго-Восточной Азии — от Индии до Зондских островов и Филиппин. Встречается также на острове Хайнань и возле Гонконга (Китай).

## Галерея

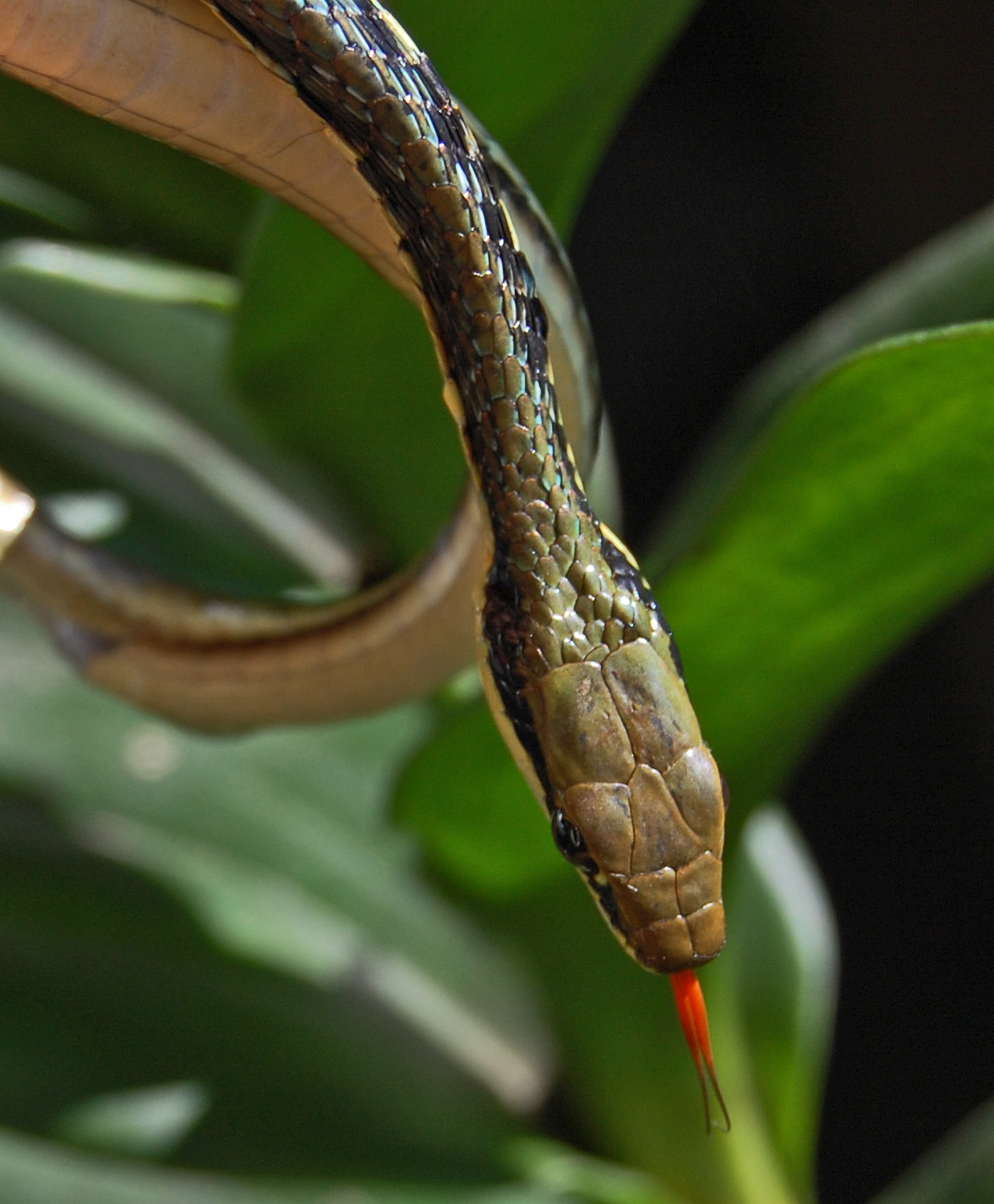
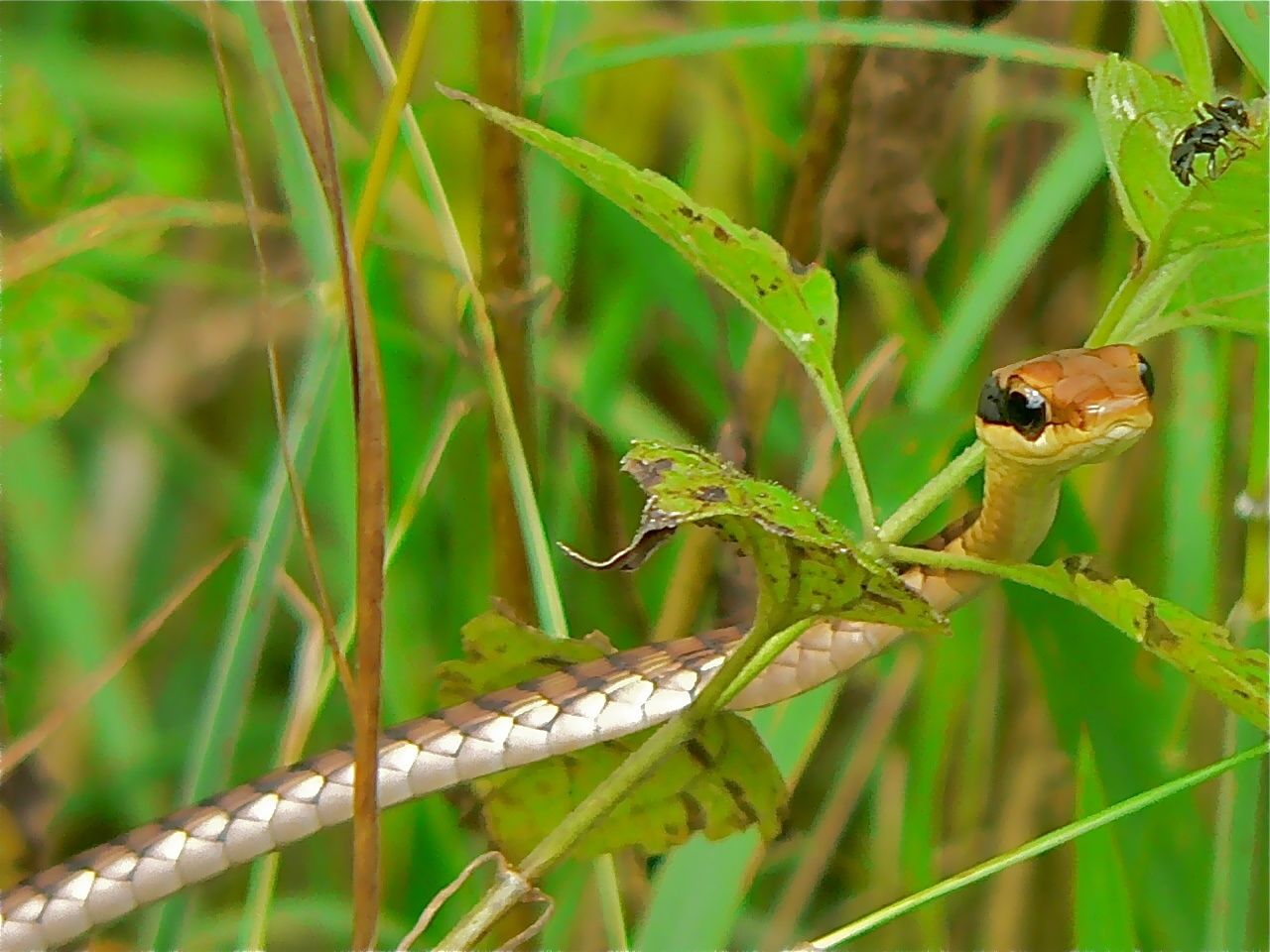
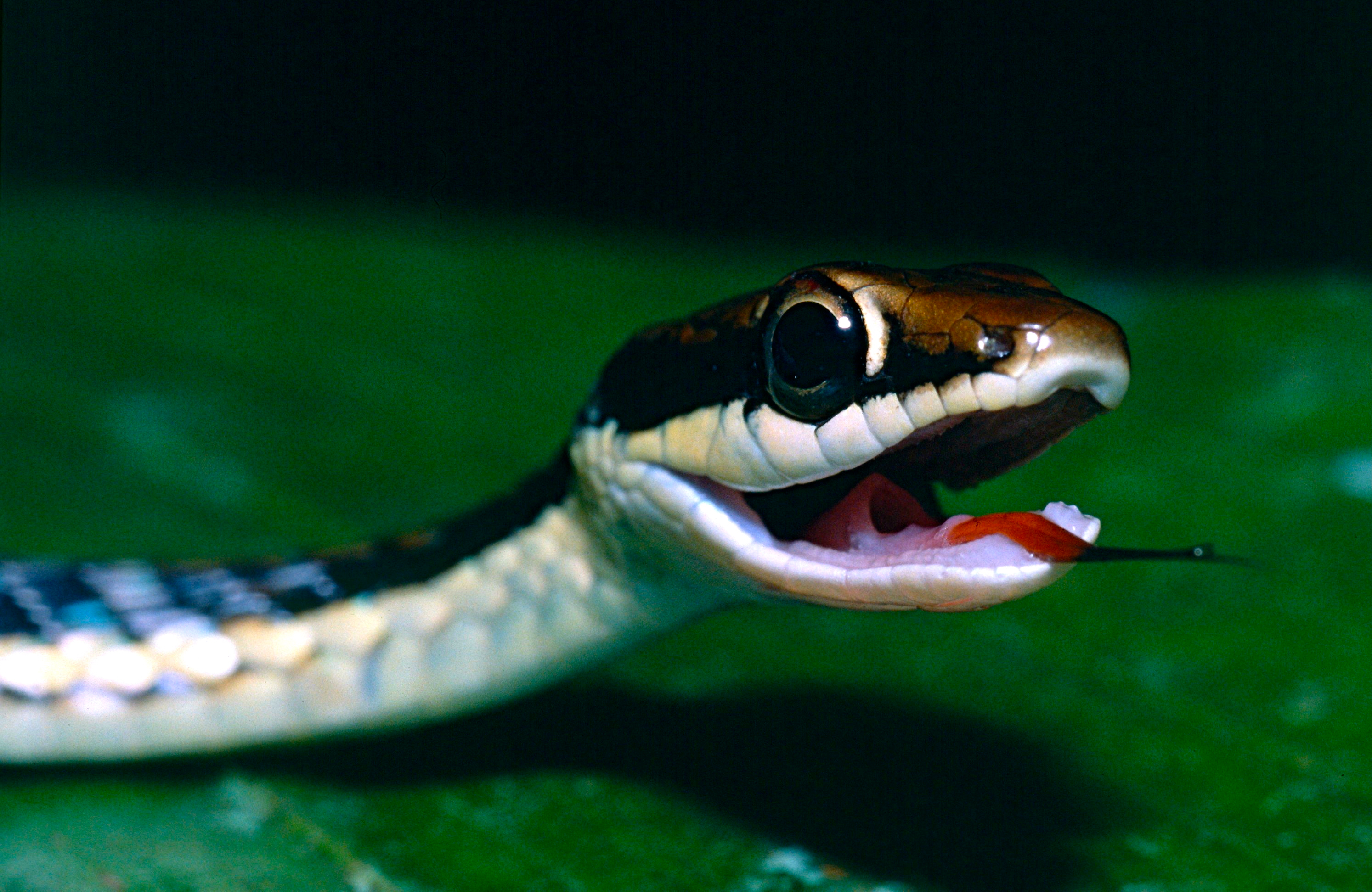
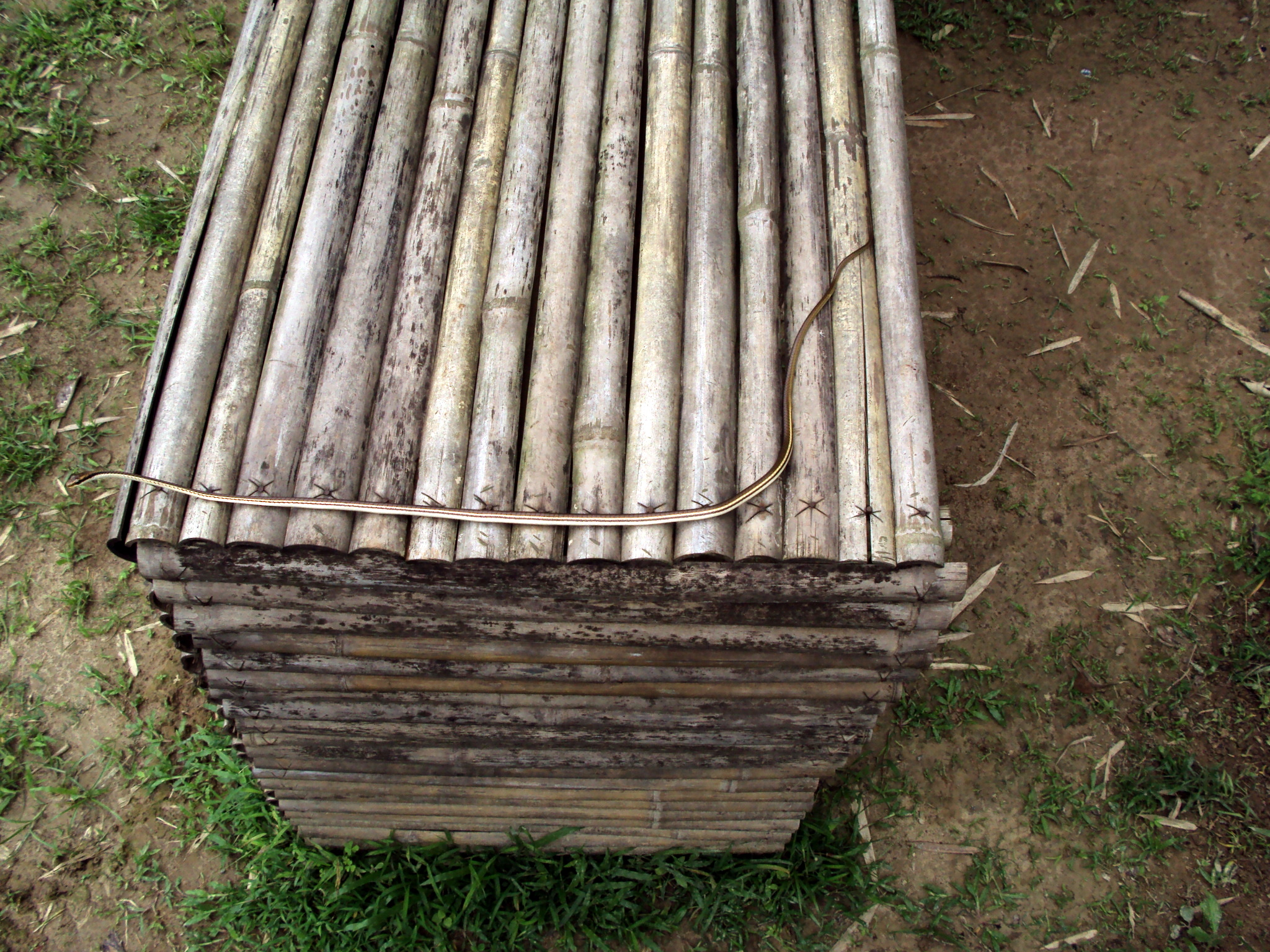
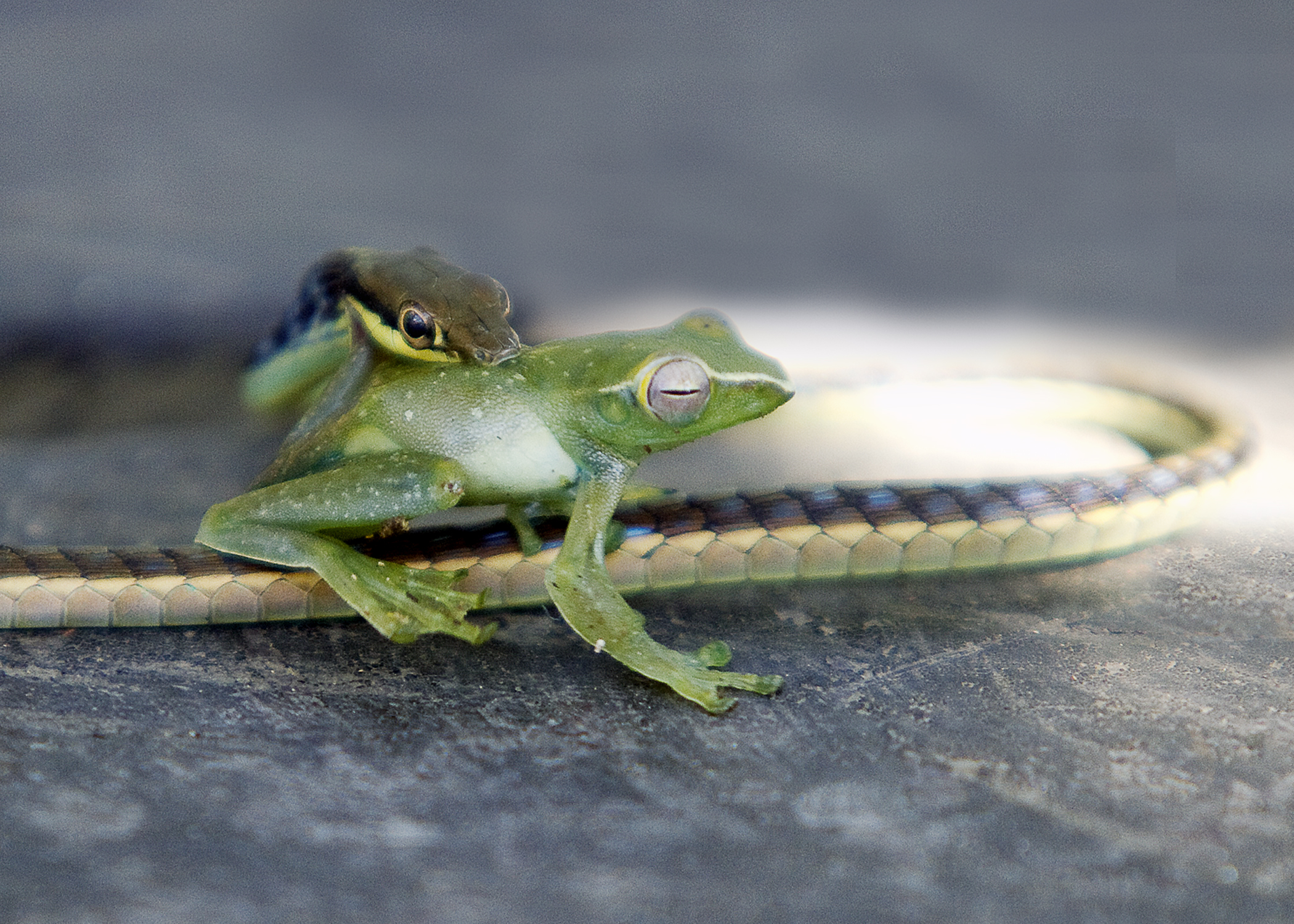